# Keith Caputo

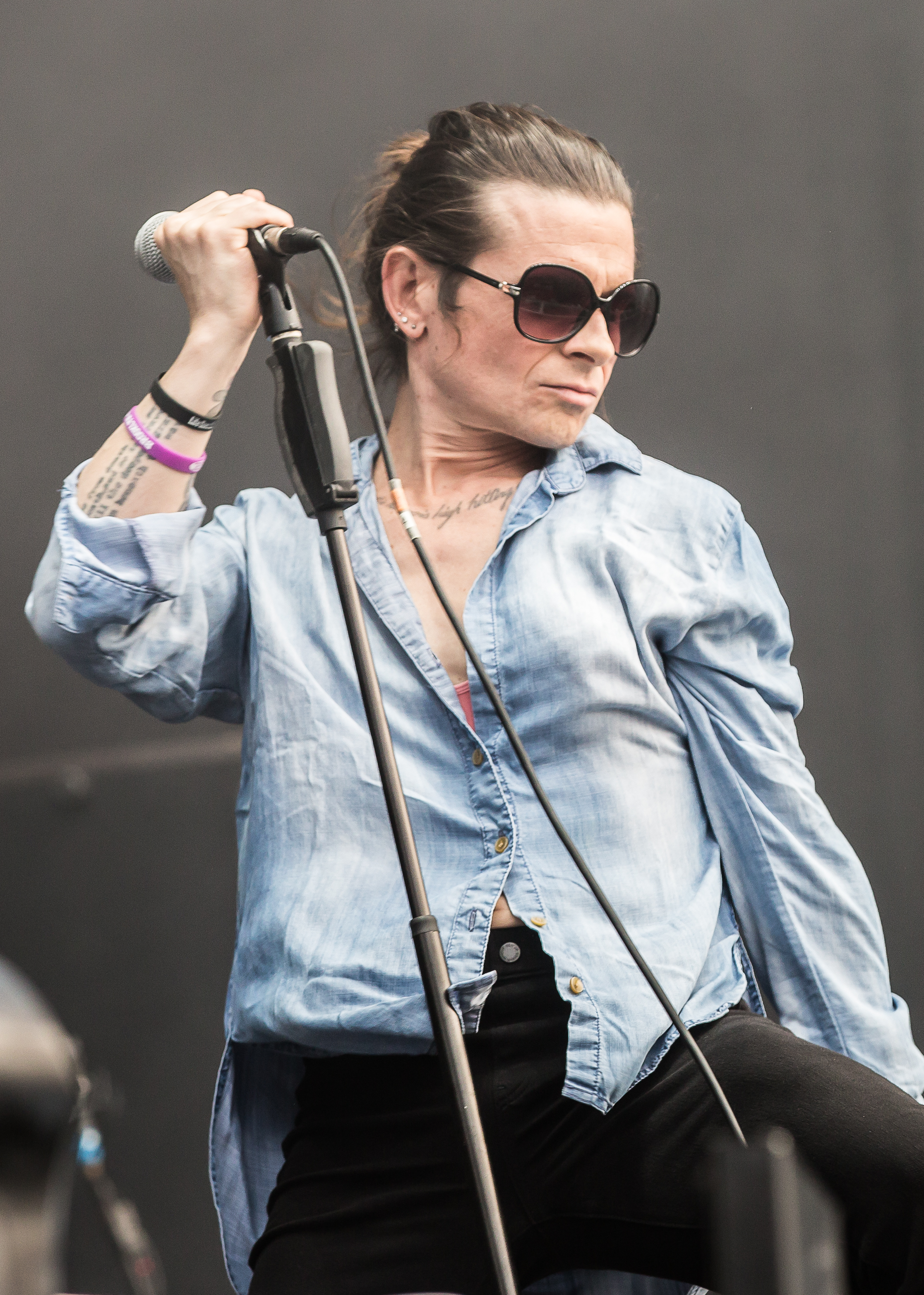
Caputo mit Life of Agony (2018)

Keith Caputo (* 4. Dezember 1973), von 2011 bis 2024 Mina Caputo, ist ein US-amerikanischer Sänger, der als Mitglied der Rock/Metal-Band Life of Agony bekannt wurde. In den Jahren 1999 bis 2013 veröffentlichte er außerdem sechs Soloalben.

## Leben

### Karriere
Keith Caputo (Gesang), sein Cousin Joey Z. (Gitarre) und dessen Freund Alan Robert (Bass), alle drei italienischer Abstammung, gründeten 1989 in Brooklyn in New York ihre gemeinsame Band Life of Agony. Einen zu ihnen passenden Schlagzeuger fanden sie in Sal Abruscato von Type O Negative. Life of Agony erlangte in den 1990er-Jahren in der Metal- und Rock-Szene große Bekanntheit. Bestimmend für den Klang und den Erfolg sei Caputos markante Bariton-Stimme gewesen.

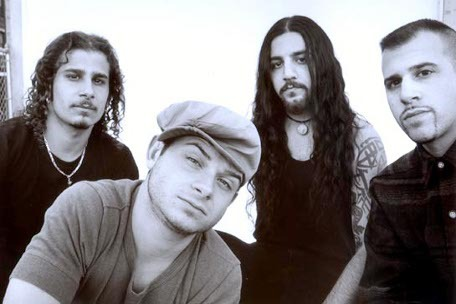
Caputo (Zweiter von links) mit Life of Agony in den 1990er Jahren

Im Jahr 1997 verließ er Life of Agony zugunsten einer Solo-Karriere und der nur wenige Monate bestehenden Band Absolut Bloom. Anfang des Jahres 2000 erschien Caputos Solodebüt Died Laughing. Mit der Solo-Karriere lag er jedoch im Erfolg weit hinter dem von Life of Agony zurück. Zusammen mit der seit 1983 bestehenden brasilianischen Band Freax brachte Caputo im Jahr 2002 das Band-Debütalbum heraus.
Nach der frühen Trennung von Life of Agony kam es 2003 zu einer Wiedervereinigung. Daneben widmete Caputo sich weiterhin seiner Solokarriere und veröffentlichte 2002 das Album Perfect Little Monsters sowie 2004 das Livealbum Live Monsters. 2005 war er am Roadrunner United-Projekt zum 25-jährigen Bestehen des Plattenlabels Roadrunner Records beteiligt. Caputo schrieb den Text und übernahm den Gesang bei Tired ’n Lonely. Die Musik schrieb Joey Jordison von Slipknot.
Nach weiteren Soloalben zwischen 2006 und 2009 folgte im Jahr 2013 mit As Much Truth as One Can Bear sein erstes Album unter seinem damaligen Namen Mina Caputo.
Zusammen mit Michael Alago brachte Caputo im Jahr 2010 das Buch Night Blooming Jasmine Will Never Smell the Same, eine Textsammlung mit Gedichten, Kurzgeschichten, Dialogen und Beobachtungen, heraus.

### Privates
Am 15. Juli 2011 outete sich Caputo auf seinem Twitter-Profil als transgeschlechtlich. Schon bald darauf veröffentlichte und trat er nur mehr unter Mina Caputo auf. In einem YouTube-Video erklärte er am 21. November 2024, von nun an wieder als Mann zu leben, der er immer gewesen sei.

## Diskografie

### Alben

#### Solo
- Died Laughing (2000)
- Died Laughing Pure (2000; Akustikversionen)
- Perfect Little Monsters (2002)
- Live Monsters (2004; Livealbum)
- Hearts Blood On Your Dawn (2006)
- A Fondness for Hometown Scars (2008)
- Dass-Berdache / Essential Rarities and Demo Cuts (2008; Raritäten und Demos)
- Cheat (2009; EP)

Als Mina Caputo:
- As Much Truth as One Can Bear (2013)
- Love Hard (2016)

#### Mit Freax
- Freax (2002)

### Sonstige Beiträge
- What Have You Done (2007) (zusammen mit Within Temptation)
- Roadrunner United: The All-Star Sessions (2005) (Gesang beim Lied Tired ’n Lonely)
- IDA (2014) (zusammen mit Gator Bait Ten) (2014), Picture Disc Serie der Science Slam Sonic Explorers